# Couronnes d'alcool en Europe
 (juillet 2015).
Si vous disposez d'ouvrages ou d'articles de référence ou si vous connaissez des sites web de qualité traitant du thème abordé ici, merci de compléter l'article en donnant les références utiles à sa vérifiabilité et en les liant à la section « Notes et références ».
Les couronnes ou ceintures d'alcool en Europe correspondent aux trois zones géographiques où l'alcool le plus consommé est traditionnellement le vin, la bière et la vodka.
La couronne du vin regroupe l'ensemble des pays d'Europe méditerranéens. Elle s'étend de la France au nord-ouest jusqu'à la Moldavie, la Bulgarie et Chypre.
La couronne de la bière s'étend des îles britanniques jusqu'à la Tchéquie et la Slovaquie, en passant par l'Allemagne et le Benelux, incluant également le Danemark.
Enfin, la couronne de la vodka s'étend au nord de l'Europe, de l'Islande à la Russie, en incluant la Pologne et l'Ukraine, les pays scandinaves (outre le Danemark) et les pays baltes.
Ces couronnes ne reflètent pas nécessairement les consommations réelles par individu, quand elles sont relevées en quantité d'alcool pur consommé pour chacune de ces boissons alcoolisées.

Les trois couronnes d'alcool en Europe, selon les consommations traditionnelles dans chaque pays. - Prédominance de la vodka - Prédominance de la bière - Prédominance du vin
Carte fondée sur les consommations réelle par individu en litre d'alcool pur, chez les plus de 15 ans, en 2016.